# Siedziba Polskiego Radia Katowice
Siedziba Polskiego Radia Katowice – budynek biurowy w Katowicach, położony przy ulicy J. Ligonia 29, na terenie dzielnicy Śródmieście. Siedziba Polskiego Radia Regionalnej Rozgłośni w Katowicach Radio Katowice, oficjalnie oddana do użytku 19 października 1937 roku. Gmach wzniesiono w stylu funkcjonalizmu według projektu Tadeusza Łobosa.  

## Historia

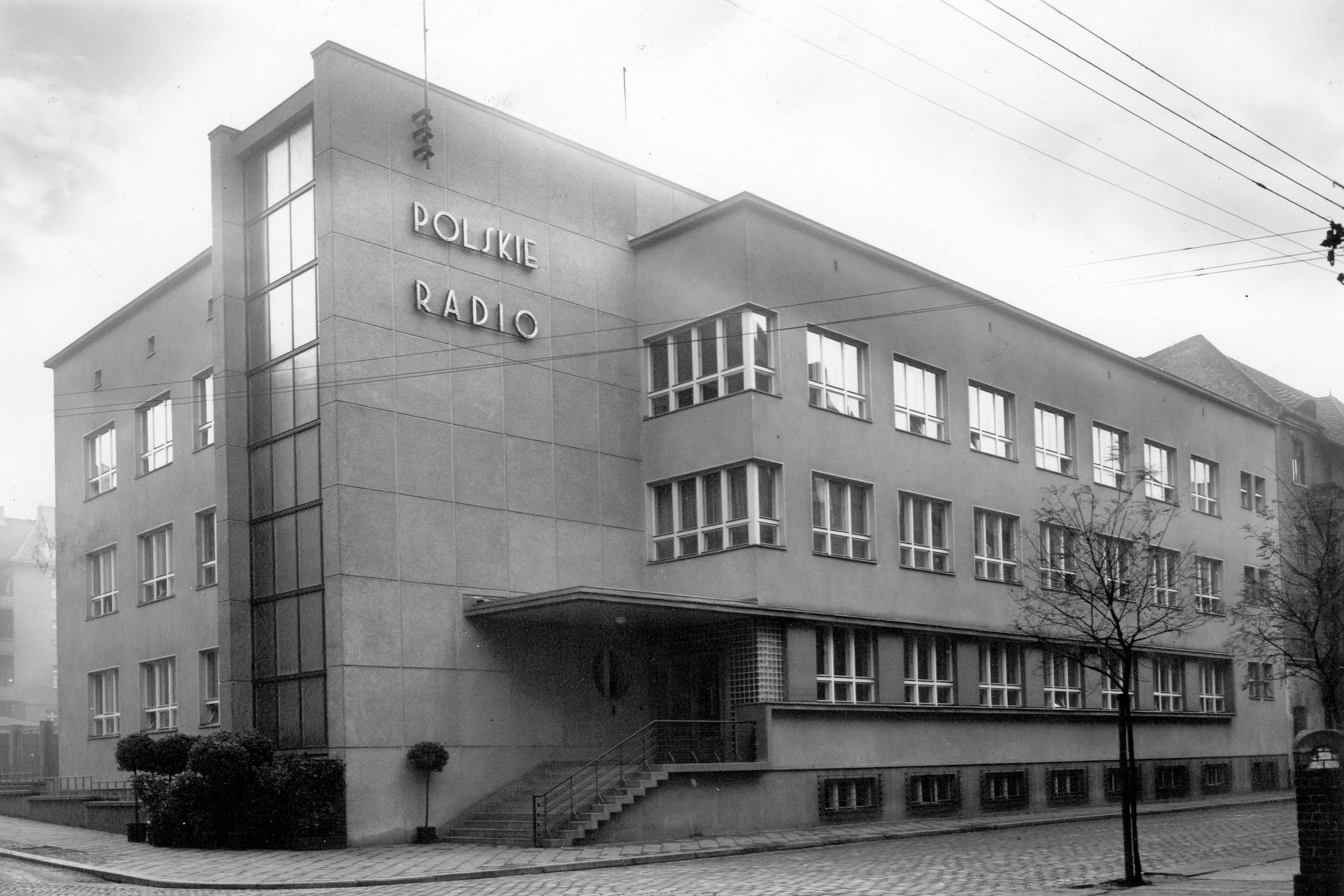
Gmach katowickiej rozgłośni Polskiego Radia w momencie jego poświęcenia w 1937 roku

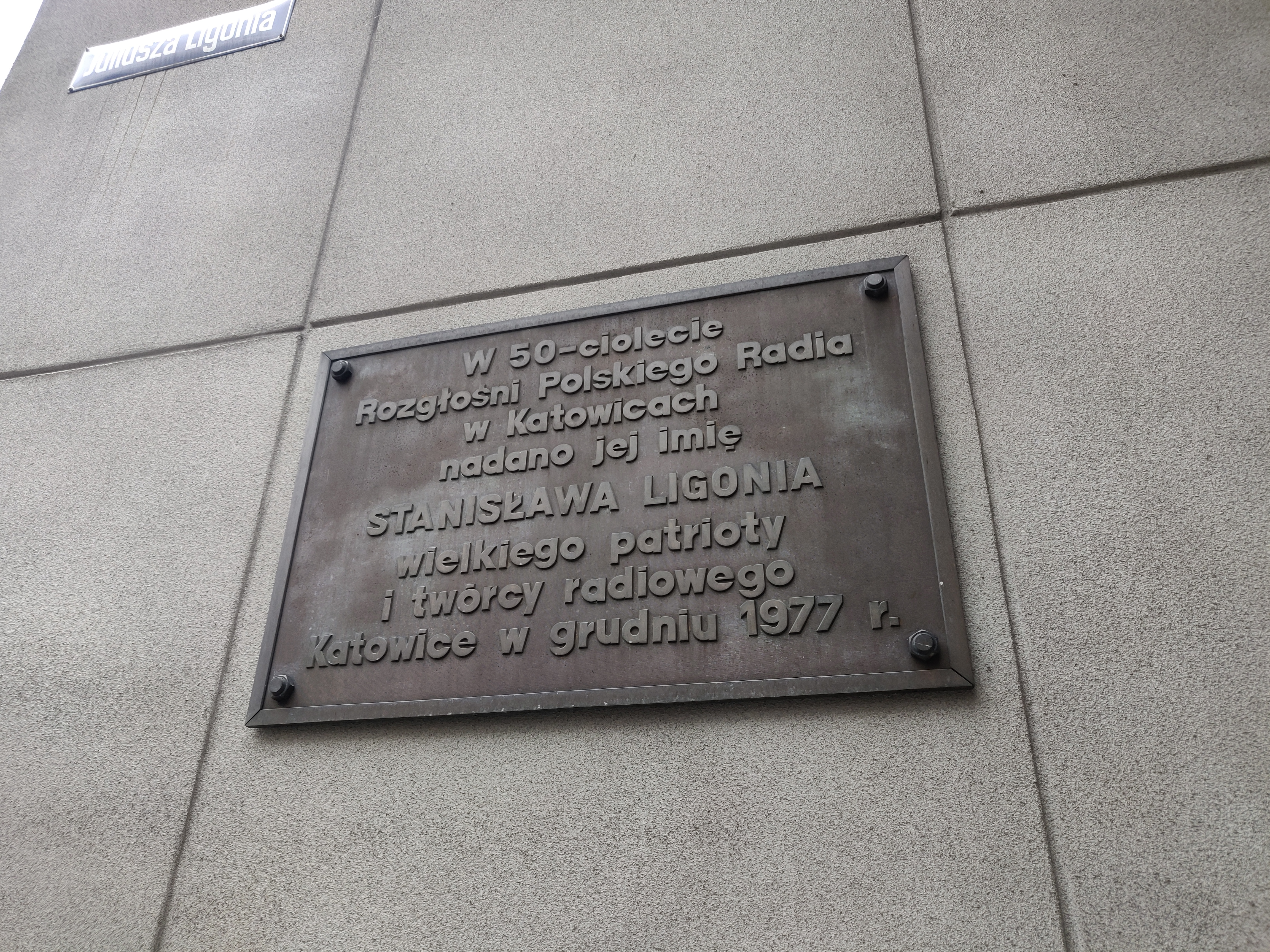
Tablica na fasadzie z 1977 roku upamiętniająca nadanie radiostacji imienia Stanisława Ligonia

Rozgłośnia Śląska Polskiego Radia w Katowicach została założona 28 marca 1927 roku. Jeszcze w tym samym roku w Brynowie powstała stacja radiofoniczna według projektu Tadeusza Łobosa, a studia radiowe mieściły się w gmachu Banku Spółek Zarobkowych przy ulicy Warszawskiej 7. Oficjalne otwarcie katowickiej stacji nadawczej odbyło się 4 grudnia tego samego roku.
W latach 30. XX wieku postanowiono o budowie osobnego gmachu dla rozgłośni. Wiosną 1936 roku z inicjatywy dyrektora Stanisława Ligonia przystąpiono do prac przygotowawczych pod budowę nowej, pierwszej w Polsce specjalnie na ten cel zaprojektowanej rozgłośni (dotychczas Polskie Radio korzystało z wynajętych budynków dostosowanych do nadawania programów). 3 lipca 1936 roku katowicka Rada Miejska podjęła uchwałę o sprzedaży gruntu miejskiego o powierzchni około 1570 m²  znajdującego się na rogu ulic J. Ligonia i Królowej Jadwigi Polskiemu Radiu celem budowy w ciągu trzech lat rozgłośni w Katowicach.
Jeszcze w tym samym roku Polskie Radio ogłosiło konkurs na nowy budynek, w którym wybrano koncepcję Tadeusza Łobosa. W sierpniu opracował on projekt techniczny, a miesiąc później rozpoczęto budowę gmachu. 10 października 1936 roku został poświęcony kamień węgielny, a 24 grudnia tego samego roku gmach był już gotowy stanie surowym. Budowę obiektu ukończono latem 1937 roku (jako datę zakończenia budowy podawany jest też 1938 rok), a oficjalne otwarcie nowego gmachu rozgłośni w Katowicach odbyło się 19 października (bądź 19 sierpnia) tego samego roku. Gmach powstał z materiałów krajowych z wyjątkiem sprowadzanych z zagranicy urządzeń wentylacyjnych.
Na elewacji gmachu zamontowano podświetlany napis „Polskie Radio”, który został we wrześniu 1939 roku zniszczony po wkroczeniu wojsk niemieckich do Katowic. W czasie II wojny światowej w gmachu działało radio niemieckie Reichssender Kattowitz, natomiast Polskie Radio Katowice wznowiło działalność 6 marca 1945 roku.
W latach 1975–1976 na potrzeby radia wzniesiono nowe czterokondygnacyjne skrzydło od strony ulicy Królowej Jadwigi, a także zaadaptowano sąsiedni czterokondygnacyjny budynek mieszkalny przy ulicy J. Ligonia 27 z początków XX wieku. W grudniu 1977 roku Rozgłośni Polskiego Radia w Katowicach nadano imię Stanisława Ligonia, a z tej okazji wmurowano w ścianę gmachu pamiątkową tablicę.
W latach 1996–1997 wymieniono przeszkloną część fasady głównej klatki schodowej, a w latach 1997–1998 na tyłach gmachu wzniesiono nową część administracyjno-techniczną. W 2001 roku po gruntownym remoncie obiektu oddano do użytku studio nagrań, użytkowane jako sala koncertowa.
W latach 2012–2013 przebudowano cały zespół zabudowy. W tym czasie wyremontowano elewację zewnętrzną, docieplono budynek główny, a także wymieniono dach. W ramach obchodów 85-lecia Polskiego Radia Katowice 19 października 2012 roku przed gmachem ustawiono pomnik-ławkę Stanisława Ligonia. Przywrócono także historyczny neon na fasadzie gmachu.

## Charakterystyka

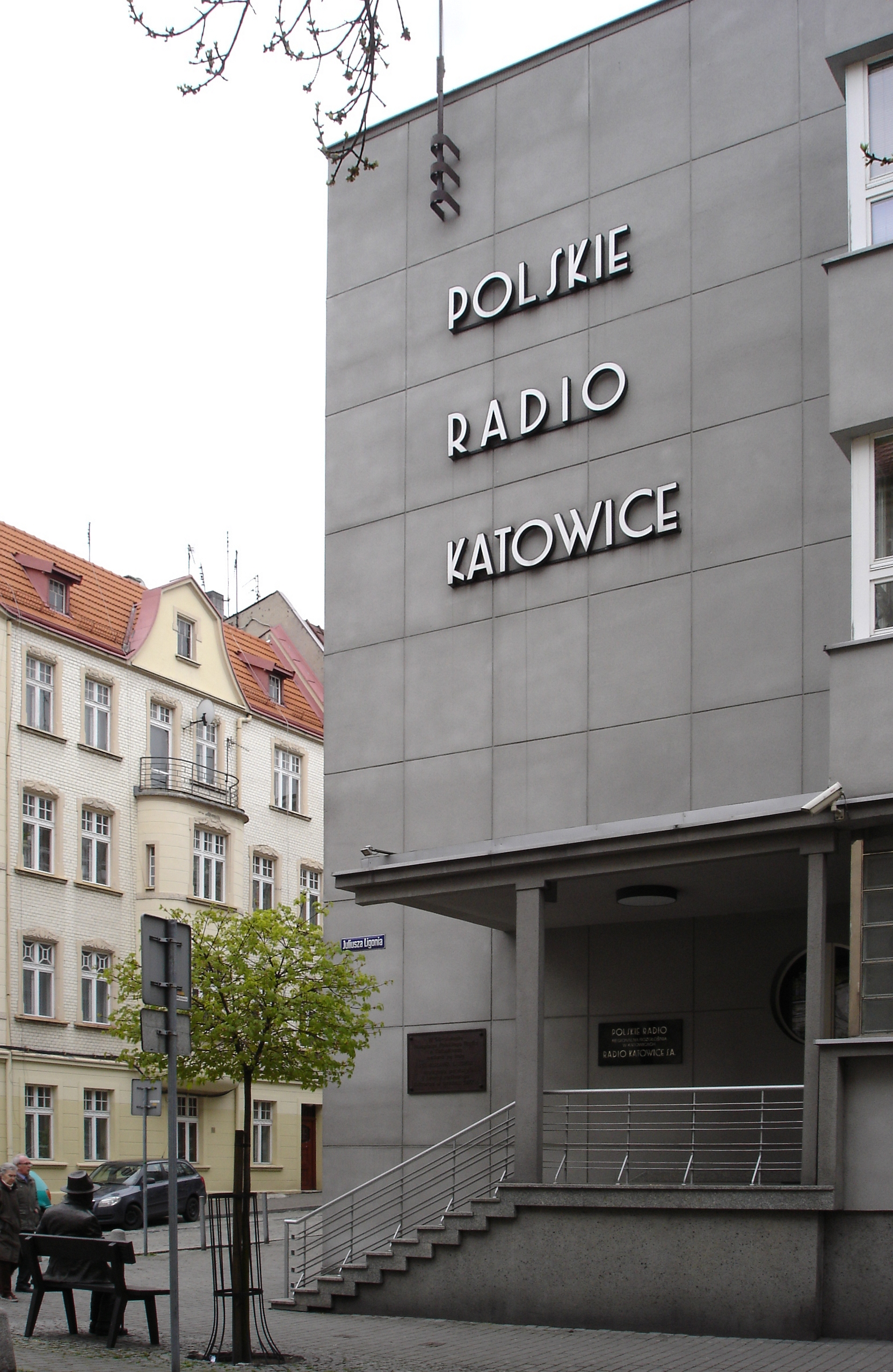
Fragment frontowej elewacji gmachu z neonem „Polskie Radio Katowice” (2017)

Siedziba Polskiego Radia Regionalnej Rozgłośni w Katowicach Radia Katowice to budynek biurowy położony przy ulicy J. Ligonia 29 (róg z ulicą Królowej Jadwigi) w Katowicach, na terenie dzielnicy Śródmieście. Jest to obiekt murowany z cegły, tynkowany, trój- i czterokondygnacyjny, kryty płaskim dachem. Powierzchnia użytkowa gmachu wynosi 2291 m², a powierzchnia zabudowy 1011 m².
Gmach wybudowany jest w stylu funkcjonalizmu. Charakteryzuje się słabo rozczłonkowaną bryłą oraz gładkimi płaszczyznami ścian z jednostajnym rytmem okien, któremu przeciwstawia się duża gładka ściana od strony ulicy J. Ligonia. Skontrastowanie płaszczyzny pustej ściany z dużą powierzchnią przeszkloną było w momencie budowy obiektu dosyć często stosowanym rozwiązaniem w architekturze. Elewację gmachu wykonano ze sztucznego kamienia i w wyprawie szlachetnej, a schody zewnętrzne wraz z podestem wejścia głównego z lastriko.
Na ścianie budynku znajduje się tablica upamiętniająca nadanie imienia Stanisława Ligonia Rozgłośni Polskiego Radia w Katowicach, a przed wejściem głównym znajduje się ławeczka Stanisława Ligonia autorstwa prof. Mariana Molendy.
Pomieszczenia wewnątrz gmachu posiadają klinowate sufity z uskokami, a studia zagospodarowano na planie trapezu. Na parterze budynku znajdują się poczekalnia i hol oraz studio spikerskie, duże studio nadawcze, studio odczytowe i studio kameralne. Na pomieszczenia administracyjne gmachu Polskiego Radia Katowice przeznaczono pierwotnie kubaturę 1000 m³, na pomieszczenia techniczne 2400 m³, a pozostałą część budynku objął dział programowy. 
Gmach jest wpisany do gminnej ewidencji zabytków miasta Katowice. Jest także objęty ochroną konserwatorską na podstawie przepisów miejscowego planu zagospodarowania przestrzennego. Gmach Polskiego Radia Katowice jest ponadto jednym z obiektów na trasie katowickiego Szlaku Moderny.